# 1993 en Bretagne
 Chronologie de la Bretagne
- 1989
- 1990
- 1991
- 1992
- 1993
- 1994
- 1995
- 1996
- 1997

Cette page recense des événements qui se sont produits durant l'année 1993 en Bretagne.

## Société

### Décès
- 13 janvier : René Pleven, né à Rennes et mort à Paris, personnalité de la France libre pendant la guerre, il sera ensuite élu des Côtes-du-Nord jusqu'en 1973. Il fut président du Conseil et plusieurs fois ministre sous la IVe république et de nouveau sous la Ve République. Il participe à la fondation du CELIB en 1950[1].
- 31 mars : Yves Allainmat, homme politique français, maire socialiste de Lorient de 1965 à 1973 et député du Morbihan[2].